# Fondation de l'observatoire du Vatican
La Fondation de l'observatoire du Vatican est une institution du Vatican qui supervise le Vatican Advanced Technology Telescope, l'Observatoire du Vatican et le Vatican Observatory Research Group. Le siège de la fondation se trouve au sein de  l'Observatoire Steward de l'Université de l'Arizona et est implantée à Tucson en Arizona (États-Unis). Elle est dirigée par le père Albert Di Ulio et son adjoint John Hollywood.

## Histoire
La Fondation de l'Observatoire du Vatican est créée en 1987 à la suite de la construction de l'observatoire international du Mont Graham en Arizona.

## Objectifs
La Fondation de l'observatoire du Vatican réunit des scientifiques, des philanthropes et l'Église catholique afin de faciliter et promouvoir la recherche scientifique des cieux grâce à l'appui du télescope du Vatican et des initiatives éducatives à travers le monde. Cette mission importante pour l'Église a fait l'objet d'un discours du pape Benoît XVI devant la communauté scientifique.
Cette fondation assure la promotion du travail des astronomes jésuites de l'Observatoire du Vatican. Ceux-ci contribuent aux découvertes dans beaucoup de domaines, tels que les origines de notre système solaire à la structure des galaxies. Le travail dans des sciences planétaires, la cosmologie et la philosophie, l'astronomie stellaire et l'astronomie extragalactique est reconnu par les scientifiques dans le monde entier. Chaque année les membres du personnel des deux Observatoires partagent leur expertise en faisant des présentations (en moyenne à plus de 5 000 personnes de 90 groupes éducatifs, religieux, universitaires et culturels).
Depuis 1986, l'Observatoire du Vatican accueille des écoles bisannuelles d'été à Castel Gandolfo en Italie pour donner à de jeunes scientifiques du monde entier une occasion d'apprendre avec les experts, leaders mondiaux en astronomie. Cet aspect est géré par la Fondation.
Le financement des salaires du personnel et des frais administratifs vient directement du Saint-Siège. Le financement du Télescope du Vatican (VATT) et les initiatives éducatives, cependant, proviennent de bienfaiteurs qui font des dons à la Fondation de l'Observatoire du Vatican,.
Une exemption de taxe, en rapport avec les dons, spécifique à la fondation, a été spécialement créée.

## Divers
- La devise de la fondation est « Reaching the Heavens », atteindre les Cieux[9].
- Les anciennes chroniques racontent que Gregoire XIII en  1576, de la même façon que la Fondation de l'observatoire du Vatican, avait fait construire par l'architecte Mascherino une tour de 73 mètres de hauteur, qui existe toujours (affectée maintenant aux Archives secrètes du Vatican) et qui était connue en tant que Tour des vents[10],[11].